# Liberale Partij (IJsland)
De Liberale Partij (IJslands: Frjálslyndi flokkurinn) is een liberale partij in IJsland. De partij heeft niet zelfstandig deelgenomen aan de parlementsverkiezingen van 2013. De partij is voor de verkiezingen met de: Burgerbeweging en De Beweging gefuseerd tot de: 'Dageraad'. De Dageraad heeft bij de verkiezingen van 2013 geen zetels behaald.

## Geschiedenis
De Liberale Partij werd in 1998 opgericht door oud-minister en parlementariër Sverrir Hermannsson. Hermannsson was daarvoor lid van de conservatieve Onafhankelijkheidspartij (Sjálfstæðisflokkurinn).

## Platform
De Liberale Partij staat voor individuele vrijheid en ondernemerschap. De overheid moet alleen ingrijpen waar nodig, en decentralisatie moet zo ver mogelijk worden doorgevoerd. Verder meent de partij dat staatskerk losgekoppeld moet worden van de overheid, en staat de partij voor afschaffing van de inkomstenbelasting en vermogensbelasting. De partij staat open voor Europese samenwerking, en steunt het lidmaatschap van IJsland binnen de NAVO.

## Verkiezingen voor hetParlement van IJsland
| Jaar | Stemmenpercentage | Parlementsleden |
| ---- | ----------------- | --------------- |
| 1999 | 4,2%              | 2               |
| 2003 | 7,4%              | 4               |
| 2007 | 7,3%              | 4               |
| 2009 | 2.2%              | 0               |